# Right Here
Right Here ist ein Lied von SWV aus dem Jahr 1992, das von Brian Alexander Morgan geschrieben und produziert wurde. Es erschien auf dem Album It's About Time.

## Geschichte
Vom Text her ist Right Here als Liebeslied zu verstehen und entspricht der Musikrichtung New Jack Swing, die gerappte Bridge wurde von Tamara „Taj“ Johnson George eingesprochen. Die Veröffentlichung war am 20. August 1992 und in der Urversion konnte das Lied keinen großen Erfolg erzielen.

## Musikvideo
Im Musikvideo der ersten Version spricht zu Beginn Coko mit den anderen Mitgliedern Tamara „Taj“ Johnson George und Leanne „Lelee“ Lyons über einen Mann, den sie sehr mag. Dazwischen werden Szenen, der anderen Mitglieder mit Männern, die sie damals bewunderten, eingeblendet. Zwischendurch toben die Bandmitglieder durch einen verspiegelten Raum.

## Kommerzieller Erfolg

### Chartplatzierungen
| ChartsChartplatzierungen       | Höchstplatzierung | Wochen |
| ------------------------------ | ----------------- | ------ |
| Vereinigte Staaten (Billboard) | 92 (5 Wo.)        | 5      |

### Auszeichnungen für Musikverkäufe
| Land/Region                  | Auszeichnungen für Musikverkäufe (Land/Region, Auszeichnung, Verkäufe) | Verkäufe |
| ---------------------------- | ---------------------------------------------------------------------- | -------- |
| Vereinigte Staaten (RIAA)    | Gold                                                                   | 500.000  |
| Vereinigtes Königreich (BPI) | Silber                                                                 | 200.000  |
| Insgesamt                    | 1× Silber · 1× Gold ·                                                  | 700.000  |

## Human Nature Remix
Im Jahr 1993 erschien ein Remix von Right Here unter dem Titel Right Here (Human Nature Remix) das von Teddy Riley stammt und musikalisch auf Human Nature von Michael Jackson aus dem Jahr 1983 basiert, es erschien ebenfalls auf dem Album It's About Time. Deshalb wurden bei dieser Version Steve Porcaro und John Bettis als Co-Autoren aufgeführt. Dieser Remix wurde als Soundtrack zum Film Free Willy – Ruf der Freiheit verwendet. Diese Version weicht leicht vom Original ab: Die gerappte Bridge wurde entfernt, Pharrell Williams zitiert in einer Zeile den Bandnamen "S..., Double, U... To The V!" und der Hintergrundgesang aus Human Nature von Michael Jackson wurde miteingefügt. In einem Interview von 2014 verriet die Gruppe, dass sie den Human Nature Remix anfangs nicht mochten, weil sie ihn langweilig fanden und nicht daran glaubten, damit einen Erfolg zu landen. Die Veröffentlichung war am 9. Juli 1993, im Vergleich zum Original entspricht der Remix den Musikrichtungen R&B, Hip-Hop und Soul. 2003 stufte Q den Human Nature Remix auf Platz 651 der Liste 1001 Best Songs Ever, und zeitgleich landete diese Fassung bei Spin auf Platz 20 der Liste The 30 Best ’90s R&B Songs.

### Musikvideo
Auch zum Human Nature Remix wurde unter der Regie von Lionel C. Martin ein anderes Musikvideo gedreht, das auch Szenen aus dem Film Free Willy und von Michael Jackson aus seiner Dangerous World Tour aus dem Jahr 1992 enthält. In diesem Musikvideo reiten, angeln und bieten die Bandmitglieder mit den Bewohnern das Lied auf einer Insel das Lied dar.

### Chartplatzierungen
| ChartsChartplatzierungen       | Höchstplatzierung | Wochen |
| ------------------------------ | ----------------- | ------ |
| Deutschland (GfK)              | 33 (12 Wo.)       | 12     |
| Vereinigte Staaten (Billboard) | 2 (22 Wo.)        | 22     |
| Vereinigtes Königreich (OCC)   | 3 (12 Wo.)        | 12     |

| ChartsJahrescharts (1993)      | Platzierung |
| ------------------------------ | ----------- |
| Vereinigte Staaten (Billboard) | 29          |

### Auszeichnungen für Musikverkäufe
| Land/Region               | Auszeichnungen für Musikverkäufe (Land/Region, Auszeichnung, Verkäufe) | Verkäufe  |
| ------------------------- | ---------------------------------------------------------------------- | --------- |
| Neuseeland (RMNZ)         | Gold                                                                   | 5.000     |
| Vereinigte Staaten (RIAA) | Platin                                                                 | 1.000.000 |
| Insgesamt                 | 1× Gold · 1× Platin ·                                                  | 1.005.000 |

## Coverversionen
- 2017: CDB